# Federico Renjifo
Federico Alonso Renjifo Vélez (Buga, Valle del Cauca, 6 de diciembre de 1953) es un abogado y político colombiano quien ocupó el cargo de Embajador de Colombia en Francia, viceministro de Hacienda, viceministro de Minas y Energía, concejal de Cali en dos ocasiones, ministro del Interior y ministro de Minas y Energía. Así mismo se desempeñó como  presidente ejecutivo del Banco de Colombia, hoy Bancolombia; presidente de la Compañía Financiera Internacional S. A. y presidente de la Asociación Nacional de Fiduciarias.

## Biografía
Federico Renjifo es el mayor de los dos hijos de Marino Renjifo Salcedo, quien fue gobernador del Valle del Cauca durante la presidencia de Misael Pastrana. En 1971 se graduó de bachiller en el colegio Berchmans de Cali y en 1980 obtuvo el título de abogado de la Pontificia Universidad Javeriana con especialidad en Ciencias Económicas.
Fue concejal de Cali en los periodos 1984-86 y 1986-88. Fue nombrado Viceministro de Desarrollo Económico en junio de 1987 y permaneció un año en dicho cargo. Fue candidato a la Alcaldía de Cali en 1989, perdiendo en las elecciones frente a Germán Villegas y luego candidato a gobernador del Valle del Cauca en 1991, obteniendo 93.678 votos, pero quedó en segundo lugar detrás de Carlos Holguín Sardi.
Entre septiembre de 1992 y febrero de 1994 fue viceministro de Minas y Energía, en 1996 fue presidente del Banco de Colombia, en 1998 fue candidato al Senado de la República, entre 2000 y 2002 fue Viceministro de Hacienda y llegó a ser ministro encargado durante cortos periodos de tiempo, cuando Juan Manuel Santos era el titular de la cartera.
En agosto de 2002 fue nombrado presidente de la Asociación Nacional de Fiduciarias, en donde permaneció hasta el 1° de septiembre de 2011, cuando fue designado Secretario General de la Presidencia. El 25 de abril de 2012 fue designado como Ministro del Interior por el presidente Juan Manuel Santos, en reemplazo de Germán Vargas Lleras quien pasó al Ministerio de Vivienda. Su posesión se realizó el 17 de mayo de 2012 en una ceremonia oficial realizada en la Casa de Nariño. Como ministro le correspondió liderar las comisiones de negociación con las comunidades indígenas en el Cauca.
El 30 de agosto de 2012 el presidente Santos designó a Renjifo como ministro de Minas y Energía en reemplazo de Mauricio Cárdenas Santamaría que pasó al Ministerio de Hacienda y Crédito Público. Renjifo se posesionó el 3 de septiembre de 2012 y ocupó el cargo hasta el 11 de septiembre de 2013, luego de que el presidente Santos aceptara la carta de renuncia presentada por Renjifo el 2 de septiembre del mismo año.
Hasta el final del gobierno de Juan Manuel Santos se desempeñó como Embajador Extraordinario y Plenipotenciario de su país ante  Francia, y como delegado permanente ante la UNESCO.